# Лыжное двоеборье на зимних Олимпийских играх 1994
Программа лыжного двоеборья на Зимних Олимпийских играх 1994 состояла из двух видов и проводилась с 18 по 24 февраля. В соревнованиях приняли участие 53 спортсмена из 16 стран.
Победа сборной Японии с 5-минутным преимуществом, вынудила Международную федерацию лыжного спорта изменить правила проведения командных соревнований — эстафета стала проводиться в формате 4х5 км, а не 3х10 км, с тем чтобы уменьшить влияние прыжков с трамплина на итоговый результат.

## Медали
| Дисциплина                                         | Золото                                               | Серебро                                                               | Бронза                                                  |
| Гонка по системе Гундерсена на 15 км см. подробнее | Фред Бёрре Лундберг Норвегия                         | Таканори Коно Япония                                                  | Бьярте Энген Вик Норвегия                               |
| Командное первенство см. подробнее                 | Япония · Масаси Абэ · Таканори Коно · Кэндзи Огивара | Норвегия · Фред Бёрре Лундберг · Кнут Торе Апеланд · Бьярте Энген Вик | Швейцария · Андреас Шад · Жан-Ив Куэнде · Ипполит Кемпф |

## Результаты соревнований

### Индивидуальная гонка
18, 19 февраля 1994
| Mесто | Спортсмен           | Время    |
| ----- | ------------------- | -------- |
| 1     | Фред Борре Люндберг | 39.07,9  |
| 2     | Таканори Коно       | + 1.17,5 |
| 3     | Бьярте Энген Вик    | + 1.18,3 |
| 4     | Кэндзи Огивара      | + 2.08,8 |
| 5     | Аго Марквард        | + 2.41,9 |
| 6     | Ипполит Кемпф       | + 3.45,3 |
| 7     | Жан-Ив Куэнде       | + 3.55,6 |
| 8     | Тронд Айнар Элден   | + 4.02,8 |
| 9     | Сильвен Гийом       | + 4.10,5 |
| 10    | Масаси Абе          | + 4.13,8 |

### Эстафета
23, 24 февраля 1994
| Mесто | Страна    | Спортсмены                                             | Время     |
| ----- | --------- | ------------------------------------------------------ | --------- |
| 1     | Япония    | Масаси Абе Таканори Коно Кэндзи Огивара                | 1:21.51,8 |
| 2     | Норвегия  | Фред Борре Люндберг Кнут Торе Апеланд Бьярте Энген Вик | + 4.49,1  |
| 3     | Швейцария | Андреас Шад Жан-Ив Куэнде Ипполит Кемпф                | + 7.48,1  |
| 4     | Эстония   | Магнар Фреймут Аллар Леванди Аго Марквард              | + 10.15,6 |
| 5     | Чехия     | Збинек Панек Милаг Кучера Франтишек Мака               | + 12.04,1 |
| 6     | Франция   | Сильван Гийом Стефан Мишо Фабрис Ги                    | + 12.41,2 |